# 埃爾韋丁·季尼奇
埃爾韋丁·季尼奇（Elvedin Džinič，1985年8月25日—）是斯洛文尼亞的一位足球運動員，在場上司職後衛。